# Opius radialis
Opius radialis är en stekelart som beskrevs av Fischer 1957. Opius radialis ingår i släktet Opius och familjen bracksteklar. Inga underarter finns listade i Catalogue of Life.